# Joe King Oliver
Joe „King“ Oliver, (19. prosince 1885 – 10. dubna 1938) byl jazzový hráč na kornet a vedoucí orchestru. Byl obzvláště vyhlášený svým herním stylem, který byl průkopnický i díky používání dusítka. Byl také významným skladatelem, složil mnoho dodnes hraných melodií, jako např. Dippermouth Blues, Sweet Like This, Canal Street Blues a Doctor Jazz. Dvě z proslulých nahrávek Louise Armstronga, West End Blues a Weather Bird, byly Oliverovými skladbami. Jeho vliv byl takový, že Armstrong tvrdil , že nebýt Joe Olivera, jazz by nebyl tím, čím je dnes.

## Život
Narodil se ve městě Aben, v Louisianě, poblíž Donaldsonville a jako dítě se s rodinou přestěhoval do New Orleansu, na jehož ulicích vyrůstal. Hrál na kornet v neworleánských dechových a tanečních orchestrech a také v městské vykřičené čtvrti Storyville. Soubor, který vedl spolu s trombonistou Kidem Orym, byl kolem roku 1910 považován za nejpopulárnější a nejžádanější v New Orleansu. Oliver dosáhl v New Orleansu obrovské oblíbenosti ve všech vrstvách tehdejší společnosti, bez rozdílu rasy a ekonomického postavení. Hrál od černých tančíren, kde se posluchači rekrutovali z řad tvrdě pracujících dělníků, až po oslavy a slavnosti pořádaných bělochy. Zvukový záznam z tohoto období, kdy byl v nejvyšší formě a ohromoval obecenstvo svou technikou, citem pro melodii a kouzly s barvou nástroje, se však bohužel žádný nezachoval.
Podle interview se Stellou Oliverovou, vdovou po Oliverovi, které je archivováno v Tulanském Hoganově jazzovém archivu, byl v roce 1919 zatčen po bitce orchestru kde hrál s místními rváči. To uspíšilo Oliverovo rozhodnutí opustit černošský jih.
Od roku 1922, po putování Kalifornií, se stal se svým Creole Jazz Bandem, který vystupoval v Royal Gardens (později přejnemované na Lincoln Gardens), jazzovým králem Chicaga. Prakticky všichni členové tohoto uskupení pak dále pokračovali ve význačné sólové kariéře. Členy souboru byli Oliver (kornet), jeho chráněnec Louis Armstrong (druhý kornet), Baby Dodds (bicí), Johnny Dodds (klarinet), Lil Hardin (piano) – pozdější Armstrongova manželka, Honore Dutrey (pozoun) a Bill Johnson (kontrabas a bendžo). Ze zvukových nahrávek tohoto orchestru z roku 1923 je možné rozeznat solidní uměleckou improvizační zručnost jeho členů, hrajících v neworleánském stylu a zároveň demonstrují dixielandovou hudbu, určenou pro širší posluchačskou obec.
Ke konci roku 1920 se Oliverův band transformoval do hybridu staré neworleánské jazzové skupiny a národně populárního většího tanečního orchestru a toto uskupení bylo pokřtěno na „King Oliver & His Dixie Syncopators“. Ačkoli trpěl zánětem dásní, který ho při hraní omezoval, zůstal Oliver přes jednu dekádu jedním z nejpopulárnějších hudebníků.
Naneštěstí, Oliverovy obchodní schopnosti byly mnohem menší než jeho hudební nadání. Řada manažerů ho okrádala. Pro svůj orchestr požadoval více peněz než byl Savoy Ballroom ochoten platit a ztratil angažmá. Podobným způsobem ztratil angažmá v proslulém newyorském Cotton Clubu, když chtěl více peněz. Tuto práci pak vzal mladý Duke Ellington a ta ho pak následovně katapultovala ke slávě.
V době Velké hospodářské krize byl krutě postižen i on sám. Přišel o své životní úspory, které měl uloženy ve zkrachovalé Chicagské bance, jeho skupina žila pouze z ruky do úst a nakonec se rozpadla, přičemž Oliver byl ponechán na holičkách v Savannahu v Georgii, kde posléze pracoval jako domovník ve Wimberly's Recreation Hall (526–528 West Broad Street) a posléze zemřel v chudobě v penzionu (508 Montgomery Street).

### Práce a vliv
Jako hráč projevoval velký zájem o změny zvuku své hry. Jednalo se o propagátora používání dusítka při hře na dechové nástroje. Jeho nahrávka „WaWaWa“ s Dixie Syncopators mohla být názvem spojována s technikou wah-wah.
Byl známý také jako hudební skladatel, napsal mnoho až doposud stále hraných melodií, včetně takových jako Dippermouth Blues, Sweet Like This, Canal Street Blues a Doctor Jazz. Dvě z Armstrongových nejslavnějších nahrávek, West End Blues a Weather Bird, byly Oliverovými skladbami.
Hrál převážně na kornet. V počátcích své kariéry byl silně ovlivněn především Buddy Boldenem. Postupně svojí hrou významně ovlivnil na mnoho mladších hudebníků v New Orleansu a Chicagu, jako byli např. Tommy Ladnier, Paul Mares, Muggsy Spanier, Louis Panico, Johnny Wiggs a obzvláště skvělý Louis Armstrong.
Armstrong nazýval Olivera „Papa Joe“ a uváděl o něm, že byl jeho idolem a inspirací po celý jeho život. Ve svém vlastním životopisu s názvem Satchmo – My Life in New Orleans, o Oliverovi napsal:
„Bylo mým cílem hrát tak, jako on. Domnívám se, že nebýt Joe Olivera, jazz by nebyl tím, čím je dnes. On sám byl rovněž jeho tvůrcem.“

## Ocenění
Byl uveden jako zakládající člen Gennett Records v síni slávy v Richmondu v Indianě roku 2007.

## Výběrová diskografie
- Complete Victors, Vols. 1, 2 (Frog UK, 2007)
- Great Original Performances, (1923–1930) (Louisiana Red Hot, 2-CDs, 1998)
- Dippermouth Blues, (ASV Living Era, 1997)